# Gąski (powiat olecki)
Gąski – wieś w Polsce położona w województwie warmińsko-mazurskim, w powiecie oleckim, w gminie Olecko.
W latach 1954–1972 wieś należała i była siedzibą władz gromady Gąski. W latach 1975–1998 miejscowość administracyjnie należała do województwa suwalskiego.

## Historia

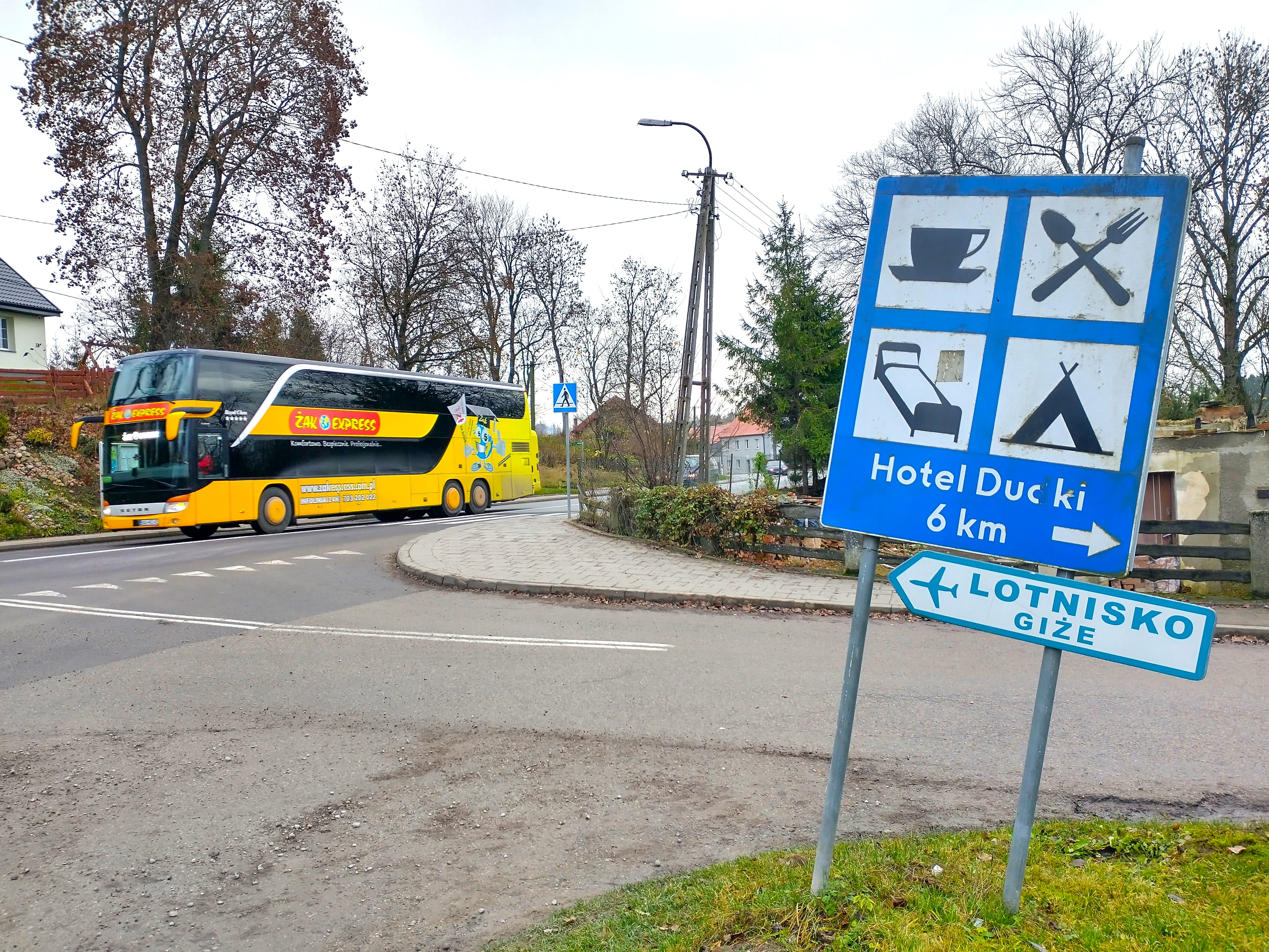
Fragment wsi

Wieś nad Jeziorem Przytulskim, była zakładana dwukrotnie. Pierwsza lokacja miała miejsce jeszcze w czasach w 1519 roku. Najprawdopodobniej nie zakończyła się sukcesem, bo ponowna lokacja nastąpiła 20 lat później, w 1539 roku, kiedy to książę Albrecht za pośrednictwem starosty Wawrzyńca von Hallego nadał sześć włók sołeckich Marcinowi Gąsce i jego synowi Stanisławowi, powierzając im zadanie założenia na 60 włókach wsi czynszowej na prawie chełmieńskim.
Szkoła powstała tu podczas reformy szkolnictwa w Prusach między 1737 a 1740 rokiem. W roku 1741 zbudowano tu drewniany kościół, kryty strzechą, a w 1749 roku zorganizowano parafię. Parafia ta była w ciągu XVIII i XIX wieku całkowicie polska. Obecnie istniejący kościół był postawiony w latach 1831–1833, a wieżą dobudowano w latach 1908–1909. W 1833 roku do szkół położonych na obszarze tej parafii uczęszczało 435 dzieci polskich i ani jedno dziecko narodowości niemieckiej. Około 1890 roku mieszkało tu 3320 parafian, w tym tylko 200 Niemców. Jednakże już w 1912 roku spośród 3113 parafian jedynie 1000 osób zaliczano do kategorii Mazurów, pozostałe uważano za Niemców. Niemniej aż do II wojny światowej, wymagano od pastora znajomości języka "mazurskiego".
Urząd pocztowy w Gąskach zorganizowano w 1860 r., a w latach międzywojennych – inne urzędy i instytucje niezbędne do obsługi ludności wiejskiej: urząd stanu cywilnego, kontroli mięsa, posterunek żandarmerii i in. W 1935 roku w tutejszej szkole dwaj nauczyciele kształcili w klasach od pierwszej do czwartej 57 dzieci, a w klasach od piątej do ósmej – 55 dzieci.
W 1938 roku zniemczoną starą nazwę wsi Gonsken zmieniono na Herzogskirchen. W 1939 roku Gąski miały 675 mieszkańców.
W roku 1912 według oficjalnych statystyk na 3113 parafian jedynie 1000 zaliczano do Mazurów, pozostałych do Niemców, ale od pastora wymagano tu znajomości języka polskiego aż do II wojny światowej.
Po II wojnie światowej kościół został przekazany napływowej ludności katolickiej. Odświeżono go i wymalowano w roku 1961. Plebania i kościół należą do zabytków architektury.